# جرج رایفنشتاین
جرج رایفنشتاین (انگلیسی: George Reiffenstein; ۱۷ مارس ۱۸۸۳ – ۹ ژوئن ۱۹۳۲) قایقران روئینگ اهل کانادا بود.